# رالف هيلز
رالف هيلز (بالإنجليزية: Ralph Hills)‏ هو منافس ألعاب قوى أمريكي، ولد في 19 يناير 1902 في واشنطن العاصمة في الولايات المتحدة، وتوفي في 20 سبتمبر 1977 في بالتيمور في الولايات المتحدة.

## وصلات خارجية
- رالف هيلز على موقع أوليمبيديا (الإنجليزية)